# Austro Tower
Der Austro Tower ist ein Bürohochhaus im 3. Wiener Gemeindebezirk Landstraße.
Das in den Jahren 2018 bis 2021 errichtete Gebäude zählt mit einer Höhe von rund 135 Metern zu den höchsten Bauwerken Wiens und Österreichs. Es verfügt über eine Nutzfläche von 32.000 m², die sich auf 38 Geschoße verteilen, und elf Aufzüge. Die Fenster der doppelschaligen Fassade sind öffenbar.
Im Mai 2020 wurde der Turm an die deutsche Deka Immobilien Investment GmbH verkauft. Im Erdgeschoß befinden sich ein Konferenzzentrum sowie ein Restaurant.
Bauherr des Projekts war das Immobilienunternehmen Soravia bzw. in Form eines Generalunternehmerauftrags das oberösterreichische Bauunternehmen Swietelsky. Die Baukosten beliefen sich auf rund 120 Millionen Euro.

## Bilder

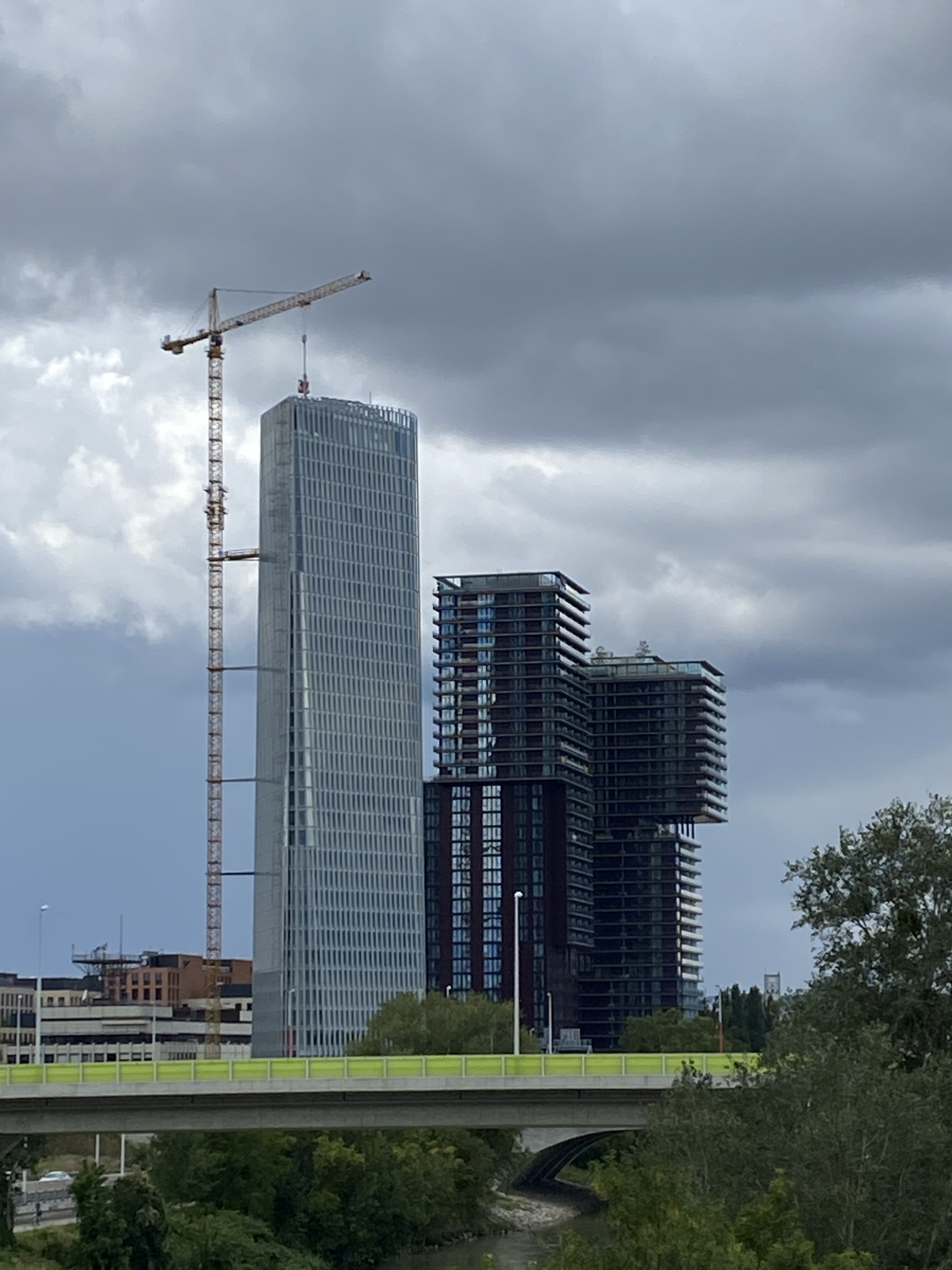
Baufortschritt des Austro Towers im August 2021
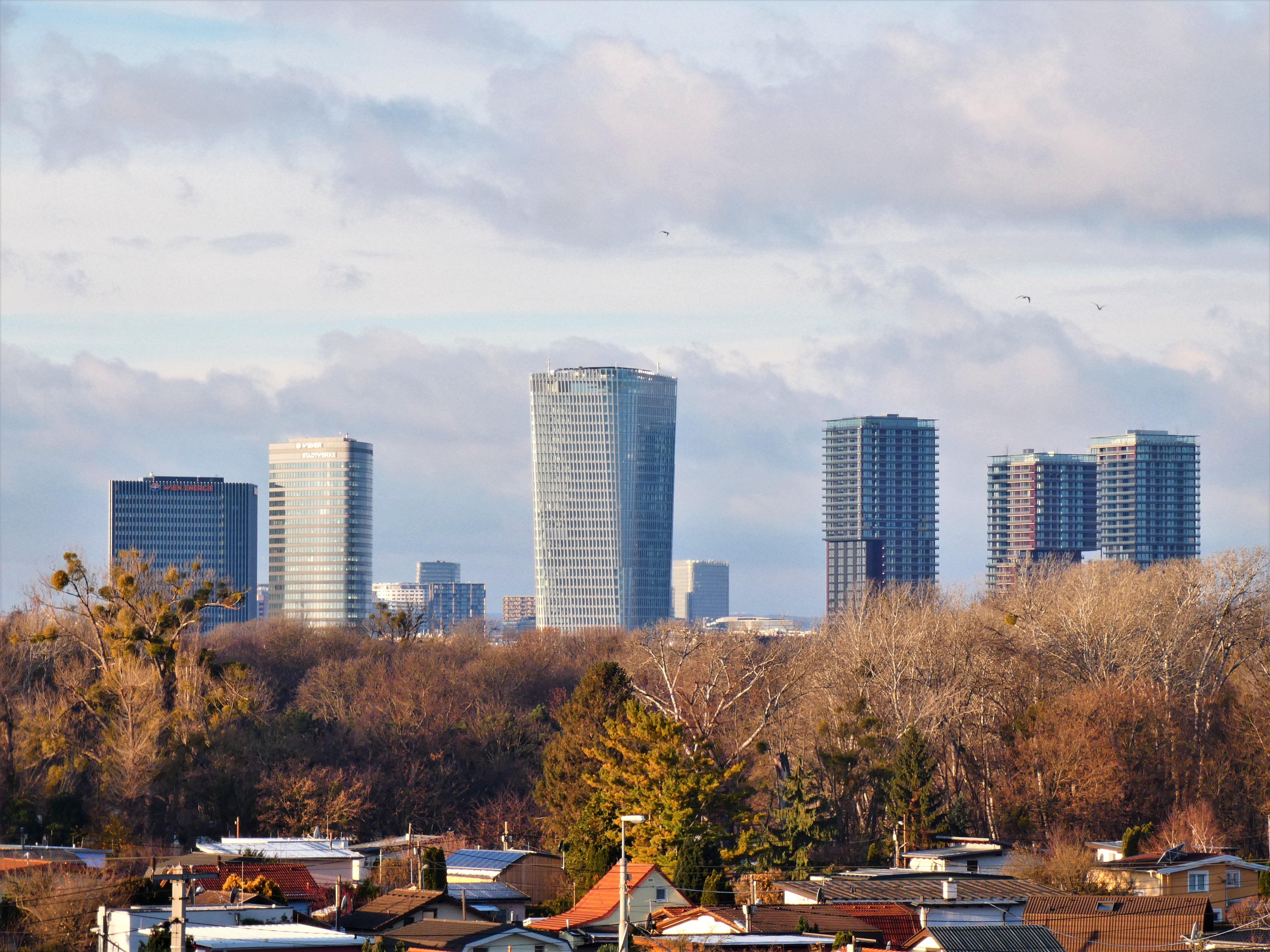
Das Erdberger Ensemble von der S-Bahn-Station Wien Praterkai aus gesehen